# Mirosternus amatus
Mirosternus amatus är en skalbaggsart som beskrevs av Perkins 1910. Mirosternus amatus ingår i släktet Mirosternus och familjen trägnagare. Inga underarter finns listade i Catalogue of Life.